# Flussaue

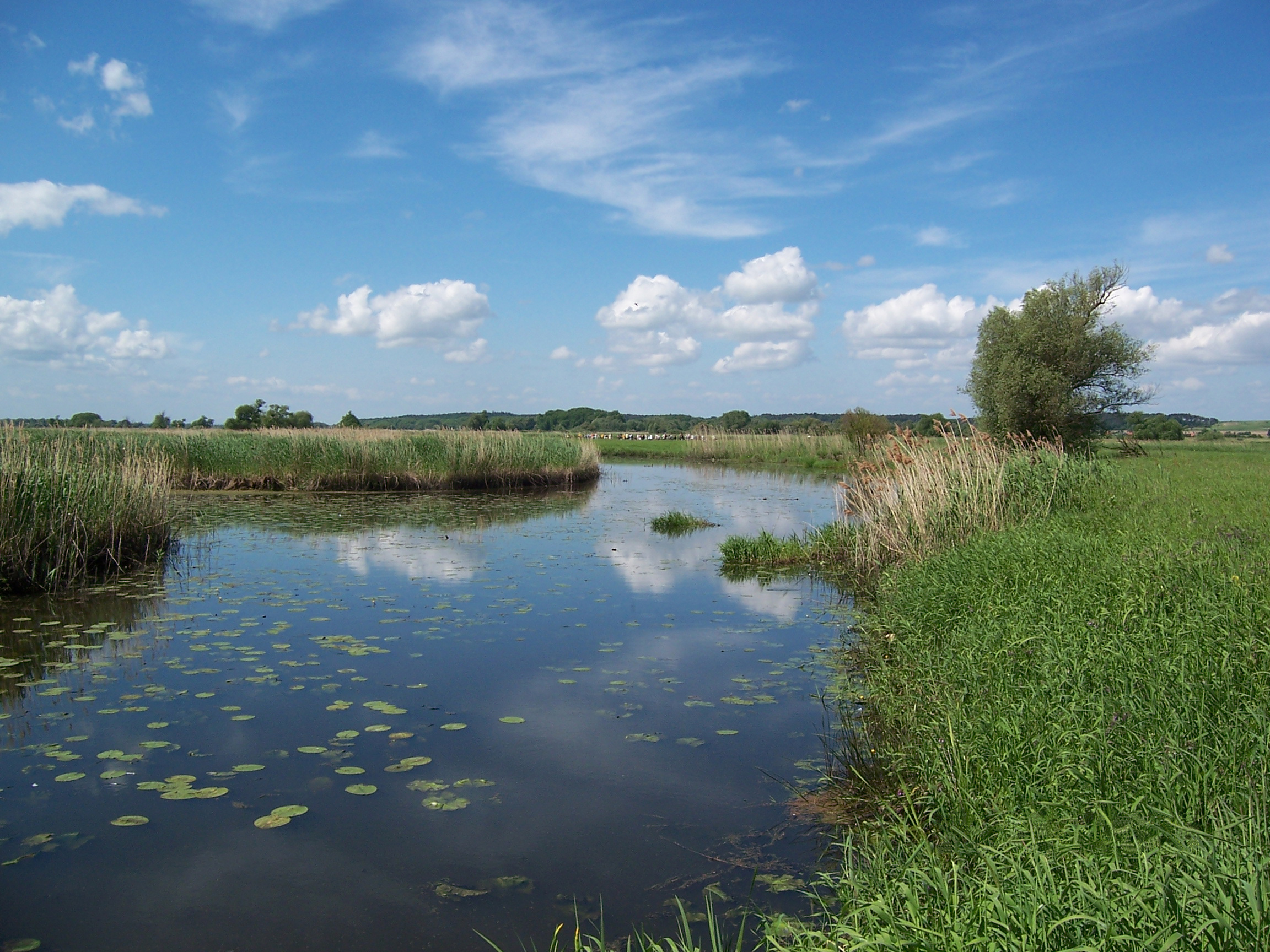
Flussauenlandschaft im Nationalpark Unteres Odertal

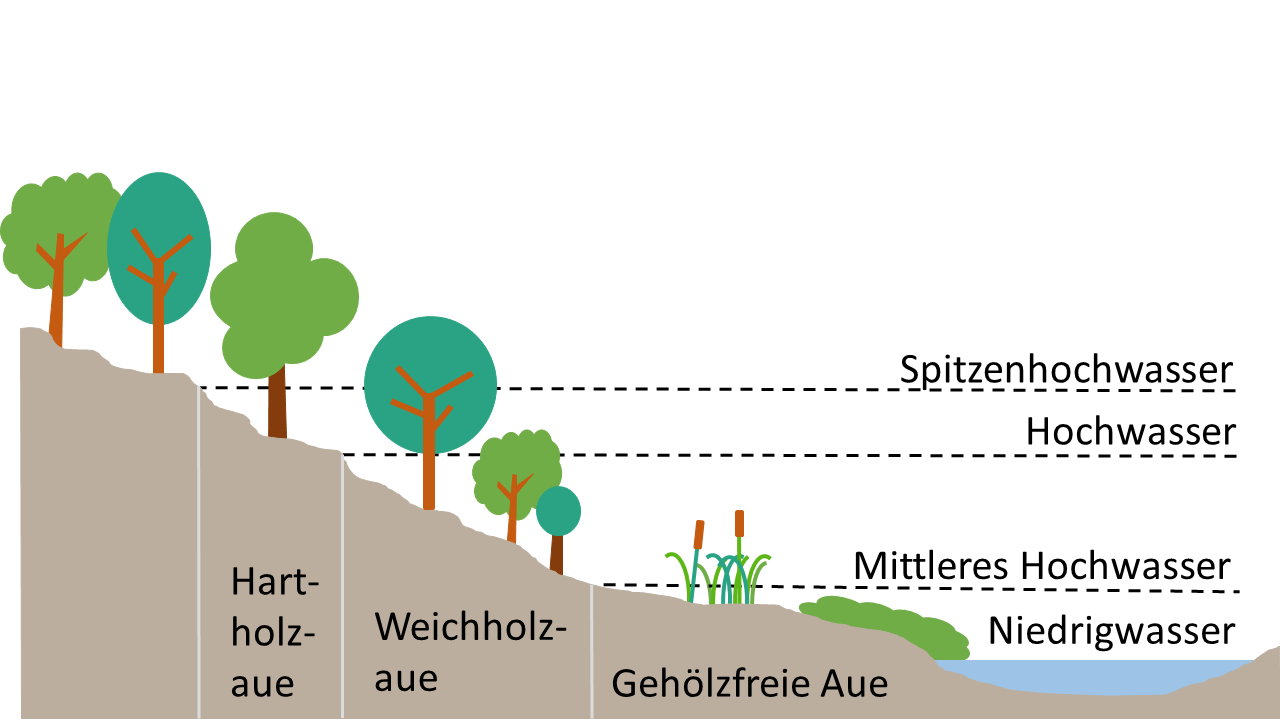
Schematische Darstellung der Zusammenhänge von Wasserstand und Auenwaldart.

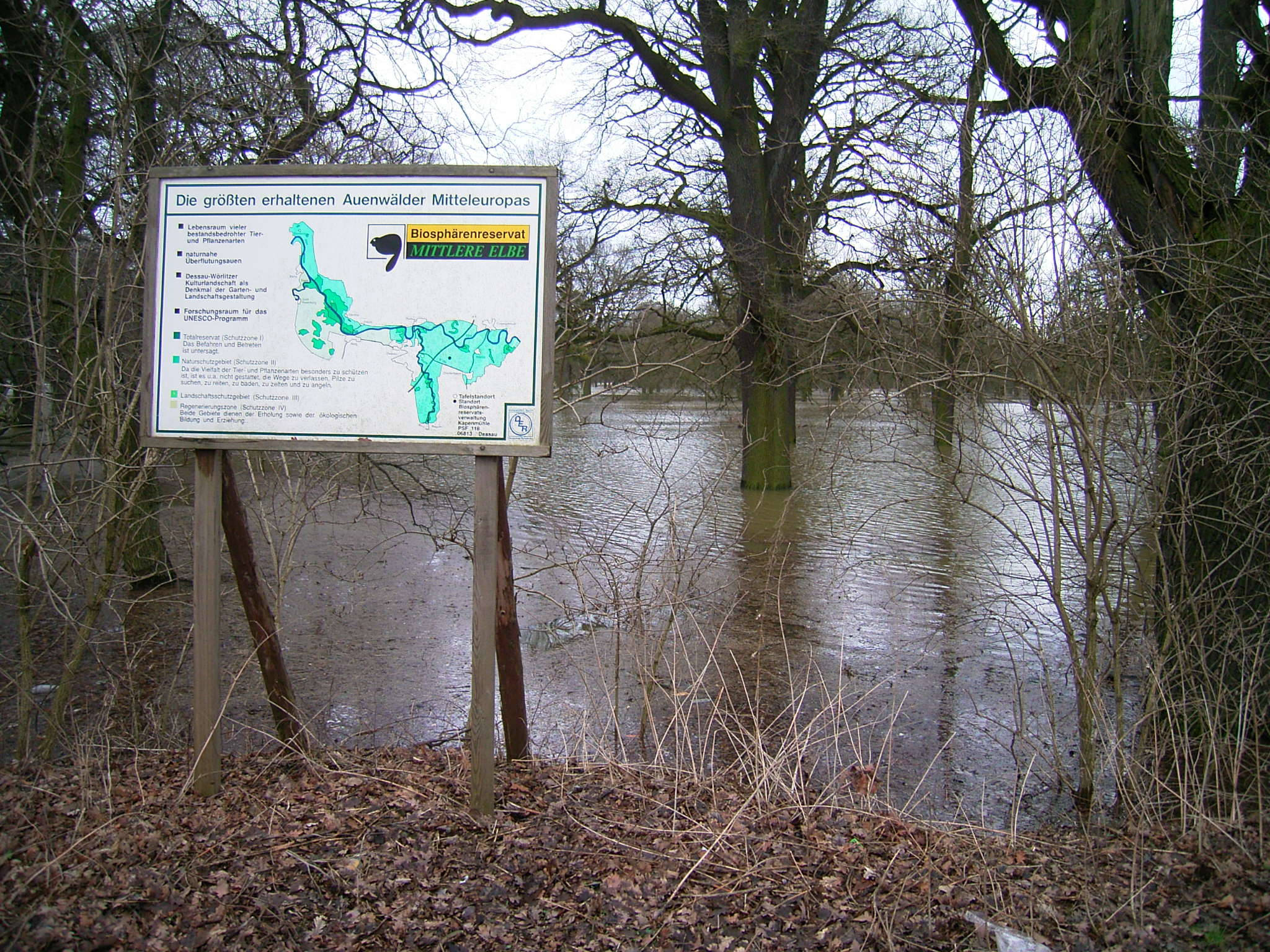
Hochwasser im Biosphärenreservat Mittelelbe

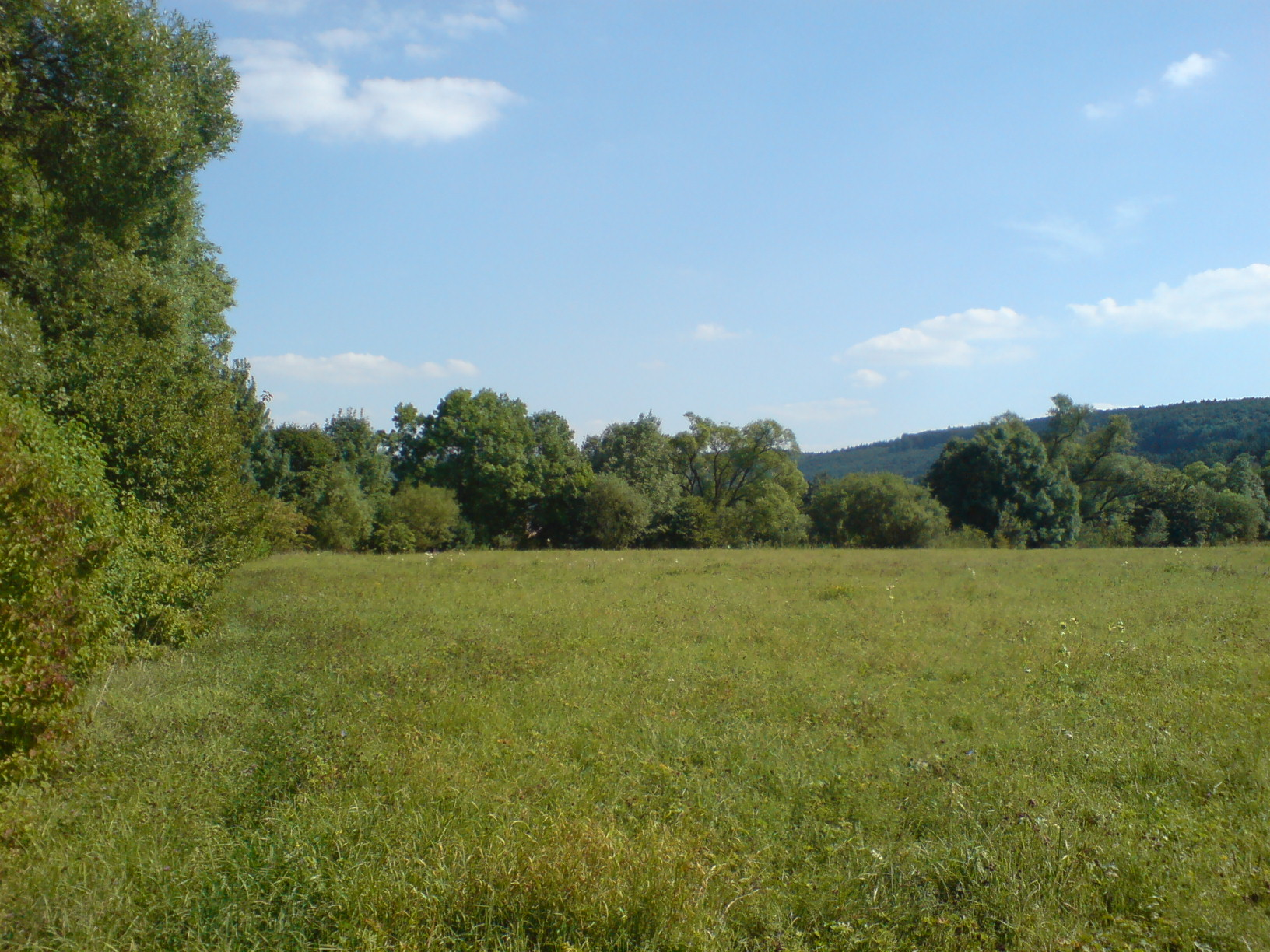
Beispiel für eine landwirtschaftlich genutzte Aue mäßigen Zustandes in Mitteleuropa, hier Jagstwiesen bei Möckmühl

Die Flussaue, auch nur Aue oder Au (von mittelhochdeutsch ouwe, verwandt lateinisch aqua „Wasser“) genannt, ist die vom wechselnden Hoch- und Niedrigwasser geprägte Niederung entlang eines Baches oder Flusses.

## Zum Begriff der Aue
Auen sind Uferlandschaften von Bächen bzw. Flüssen, deren Geländeformen und Lebensgemeinschaften vom Wechsel zwischen niederer und hoher Wasserführung geprägt werden. Sie stehen als Teil der Flusslandschaft in permanentem Austausch mit dem Fluss selbst und seinem Einzugsgebiet.
Auen schaffen ständig neue Lebensräume für Pioniere unter den Pflanzen und Tieren. Das bewegte Wasser versorgt den überfluteten Boden selbst in der Vegetationsperiode ausreichend mit Sauerstoff. Die Oberflächenstrukturen und Lebensraumbedingungen werden vorrangig vom Fluss bestimmt. Durch den Wechsel von Überflutung und Trockenfallen sind Auen sehr dynamische Lebensräume mit unterschiedlichsten Standortbedingungen, die mosaikartig untereinander verzahnt sind. Auenökosysteme beherbergen eine große Vielfalt von Pflanzen und Tieren auf engstem Raum.
Viele Flussauen der Nordhalbkugel sind Produkte des Holozäns und wurden durch die Schmelzwasser der vergangenen Kaltzeiten (des aktuellen Eiszeitalters) aus der Niederterrasse herauspräpariert. Man findet in der Flussaue fluviale Sedimente, wie Sande und Kiese, aber vorwiegend Auenlehme, die zur Bildung der typischen Auenböden wie Vega oder Tschernitza geführt haben.

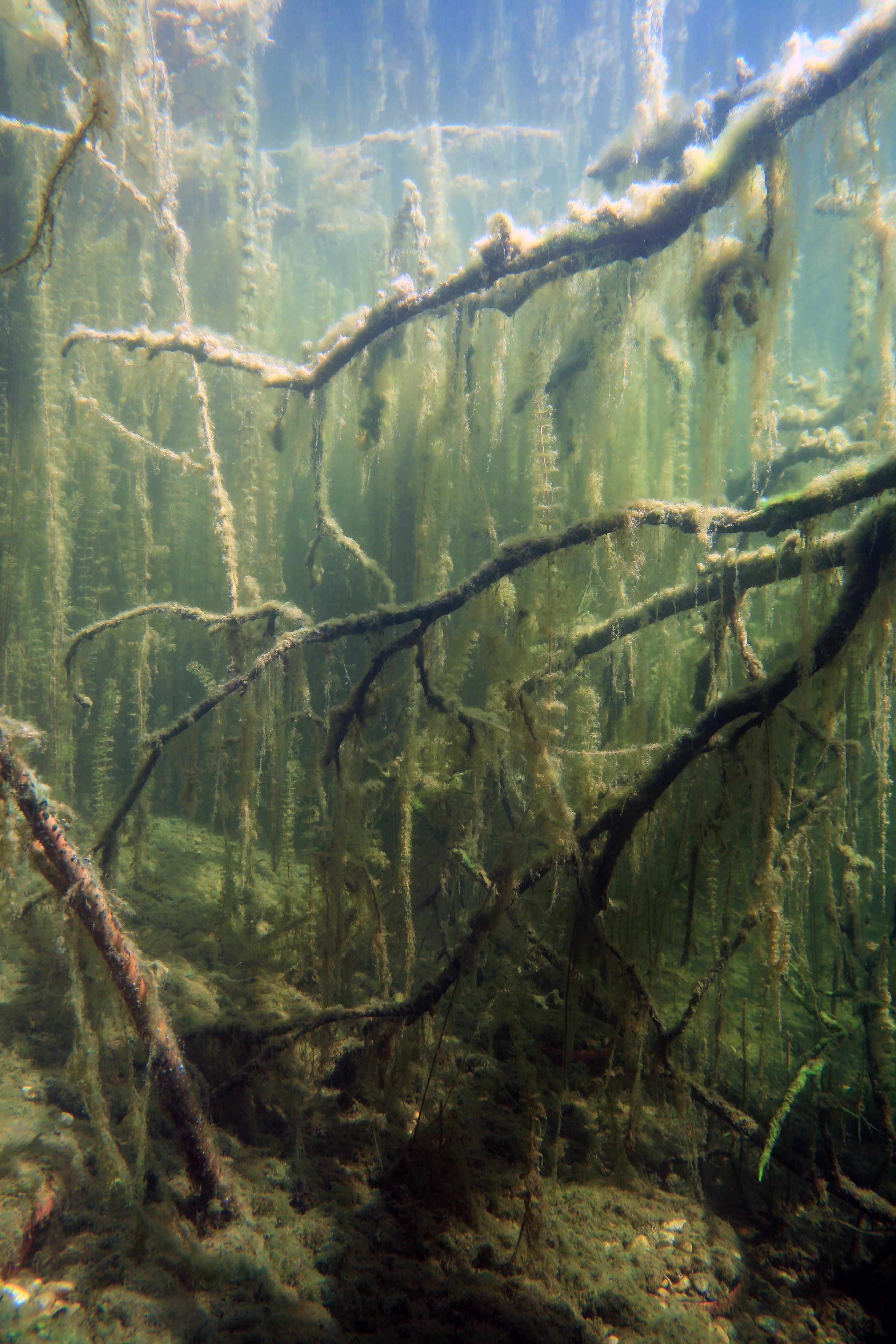
Unterwasser-Blick (Donau-Au)

Der Raum wurde in den vergangenen Jahrhunderten stark verändert und der menschlichen Nutzung angepasst. Die Flussaue ist heute ein außerordentlich wichtiger und vielfältig genutzter Raum für den Menschen und seine Tätigkeiten. Daher erklärt sich auch die Häufigkeit von alten Ortsnamen mit Wortendung auf -au. Die Flussaue gilt als guter Siedlungsraum, da er eben und dadurch für die Erschließung und Bebauung besonders gut geeignet ist. Nach der Rodung des Auwaldes wurde die Aue meist nur als Weide genutzt, da der Boden für die ackerbauliche Nutzung zu feucht war.
Die Ermittlung und Ausweisung von Überschwemmungsflächen in einer Flussaue ist die technische Erfassung der Vorgänge aus natürlicher und anthropogener Interaktion zwischen Mittelwasserabfluss und Hochwasserabfluss und dient dem Hochwasserschutz. Der technische Hochwasserschutz mit Deichbauten, insbesondere in dicht besiedelten Gebieten, hat mit Beginn des industriellen Zeitalters zu einer stetigen Verdrängung der angestammten Überflutungsflächen in den Flussauen geführt. Bei einer Zunahme der Hochwasserspitzen steigt auch das Risiko der Überflutung der vorhandenen Schutzanlagen in die ursprünglichen Flussauenbereiche mit seinen Siedlungsgebieten.
Durch die Hochwasserereignisse an Rhein, Oder, Donau und Elbe wurde deutlich sichtbar, dass die Flussaue zum Gewässer gehört und einen natürlichen Retentionsraum darstellt. Seitdem ist auch einer breiteren Öffentlichkeit bewusst, auch in Siedlungsbereichen der Flussaue die Überschwemmungsgebiete möglichst nicht weiter einzuengen.
Flussauen leisten einen wesentlichen Beitrag zur Verbesserung der Wasserqualität von Flüssen, indem Nitrate durch Denitrifikation abgebaut werden. Auch aus diesem Grund ist eine großräumige Renaturierung von Flussauen sinnvoll.
In der Schweiz hat der Bund im Jahr 1992 Auengebiete unter besonderen Schutz gestellt (Verordnung über den Schutz der Auengebiete von nationaler Bedeutung. 28. Oktober 1992).

## Bildergalerie verschieden ausgeprägter Auenlandschaften

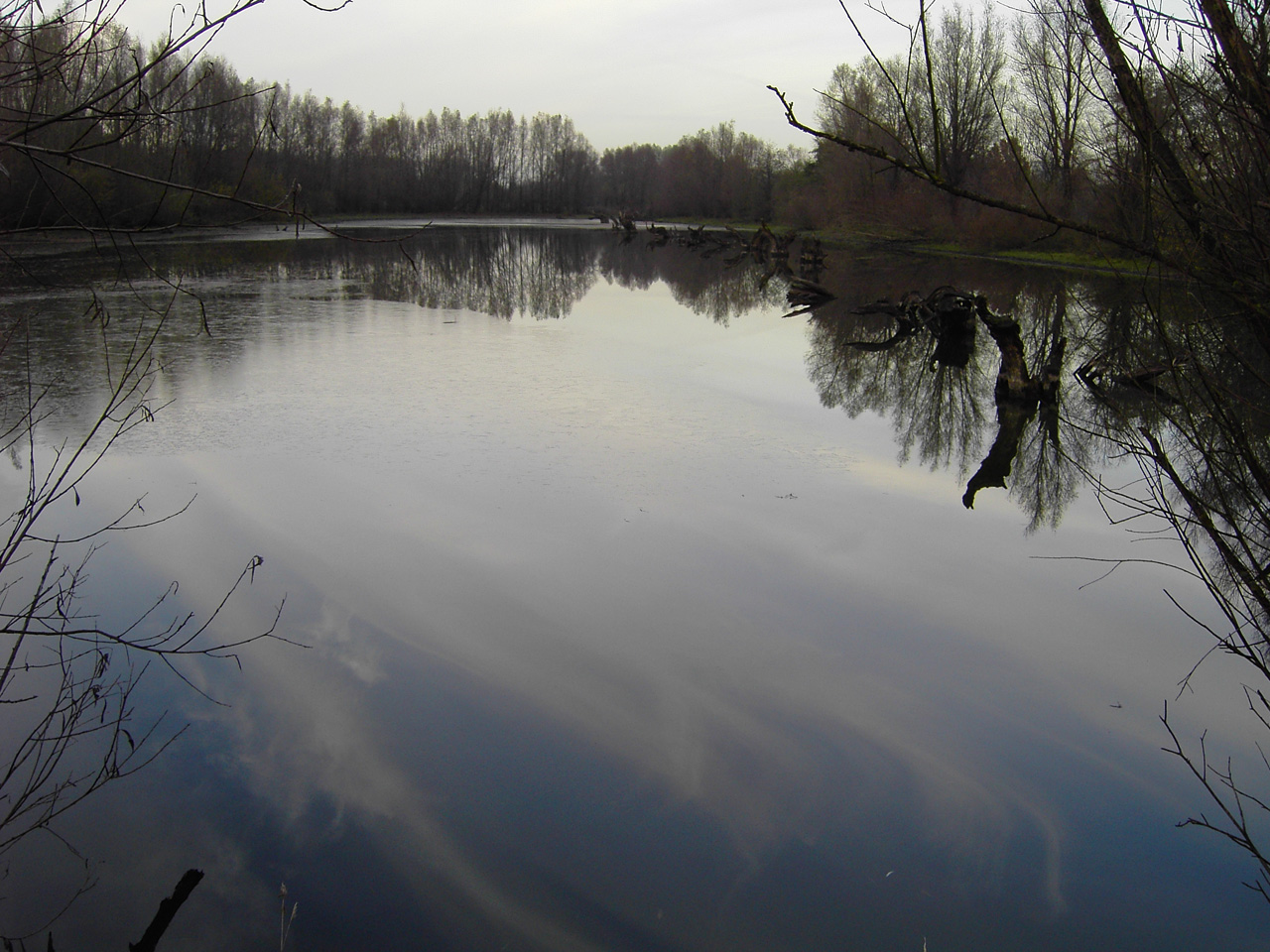
Rheinaue in Duisburg-Walsum / Dinslaken
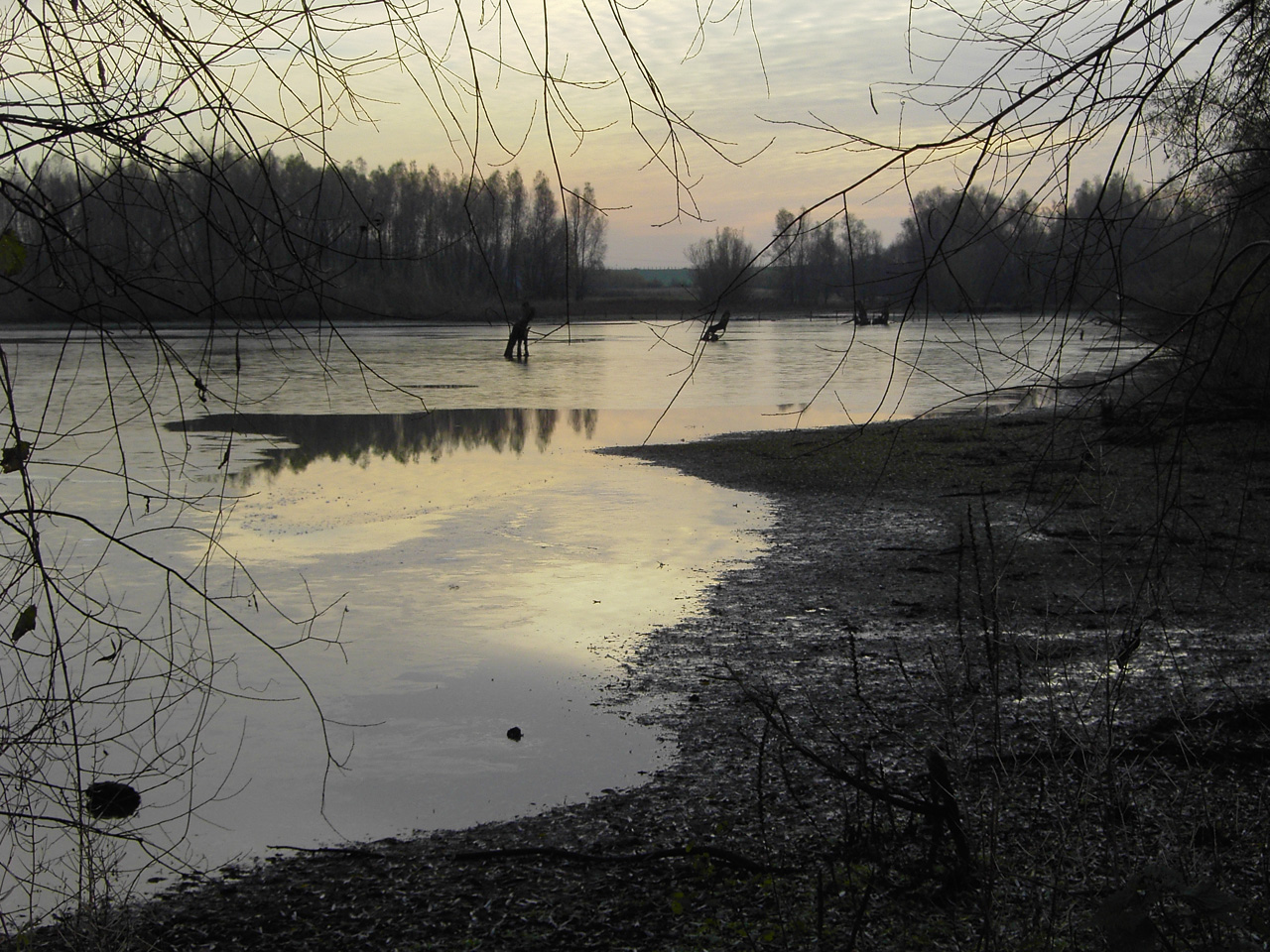
Rheinaue in Duisburg-Walsum / Dinslaken
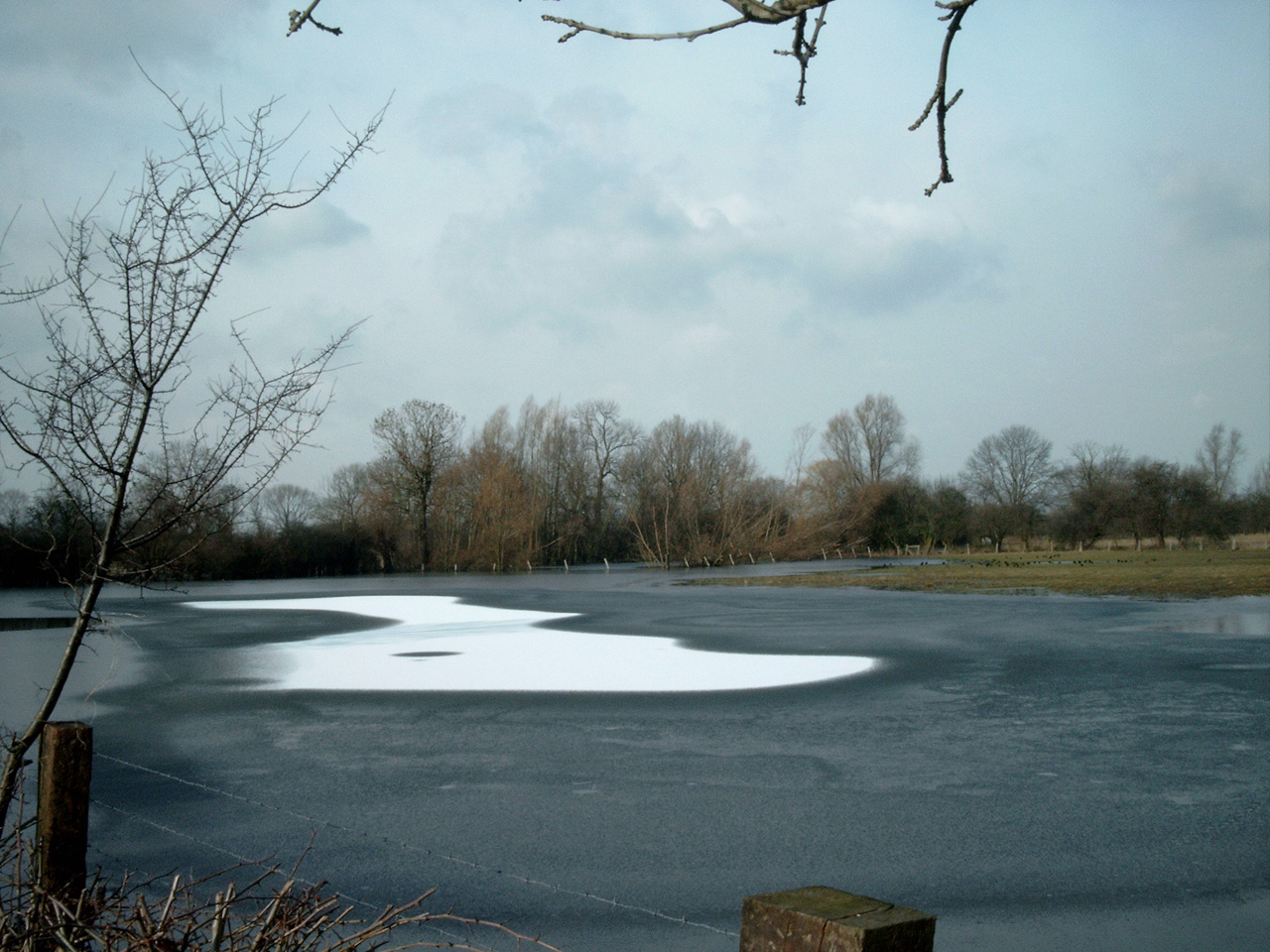
Teilweise überschwemmte Rheinaue in Duisburg-Walsum / Dinslaken
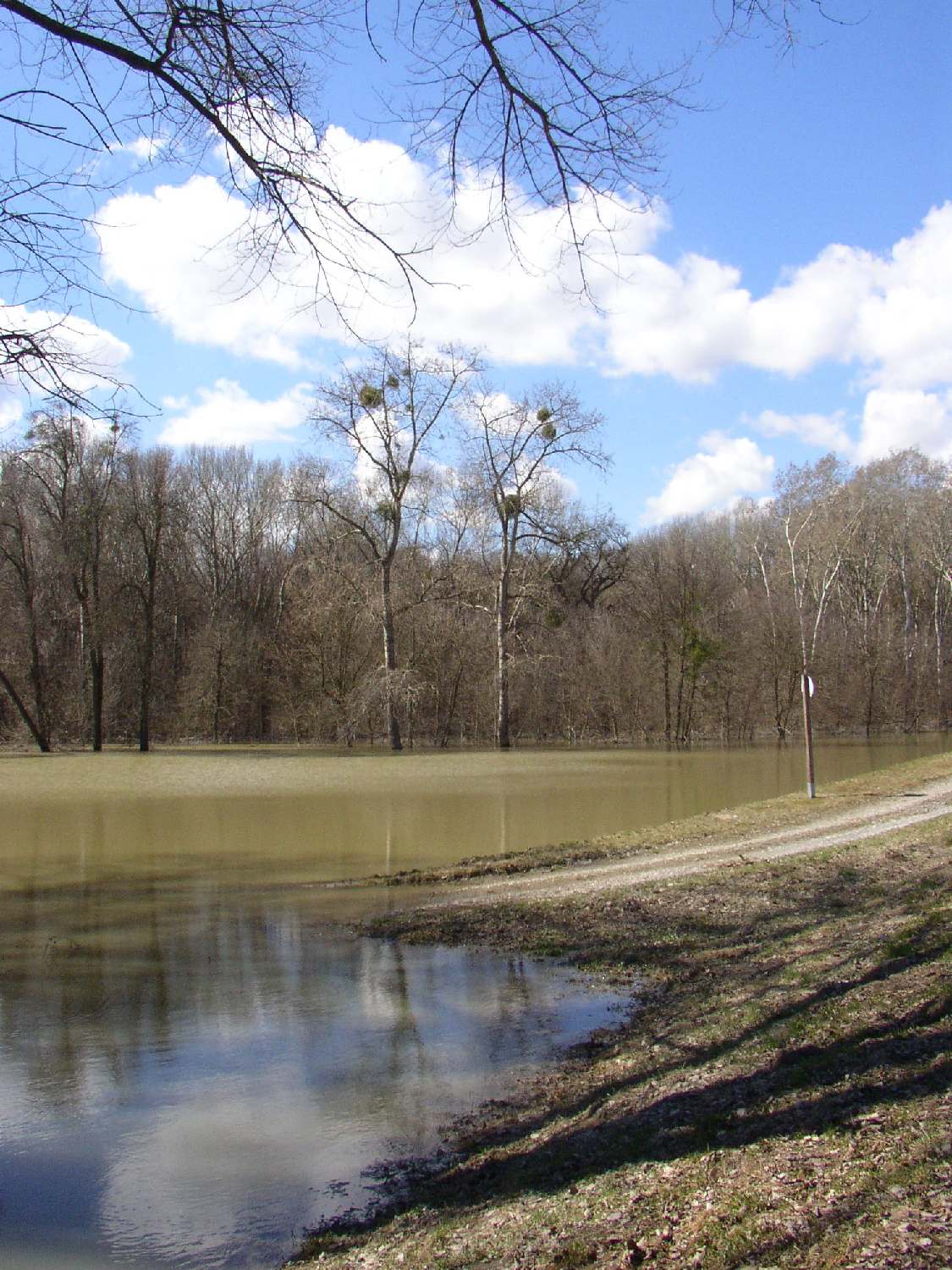
Frühjahrshochwasser im Nationalpark Donau-Auen
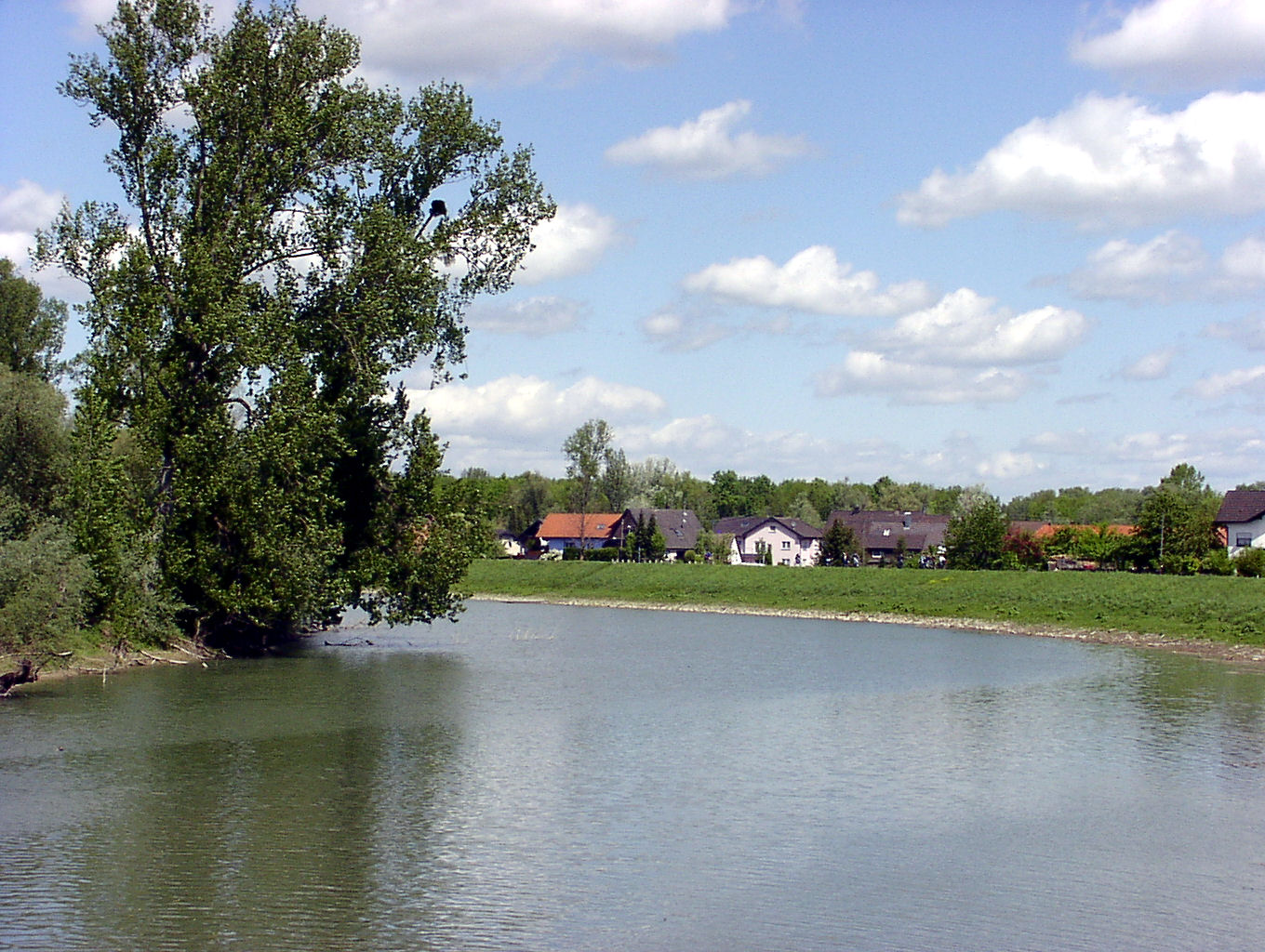
Rheinaue bei Rastatt-Plittersdorf, hinter dem Hochwasserdamm die Ortschaft Plittersdorf
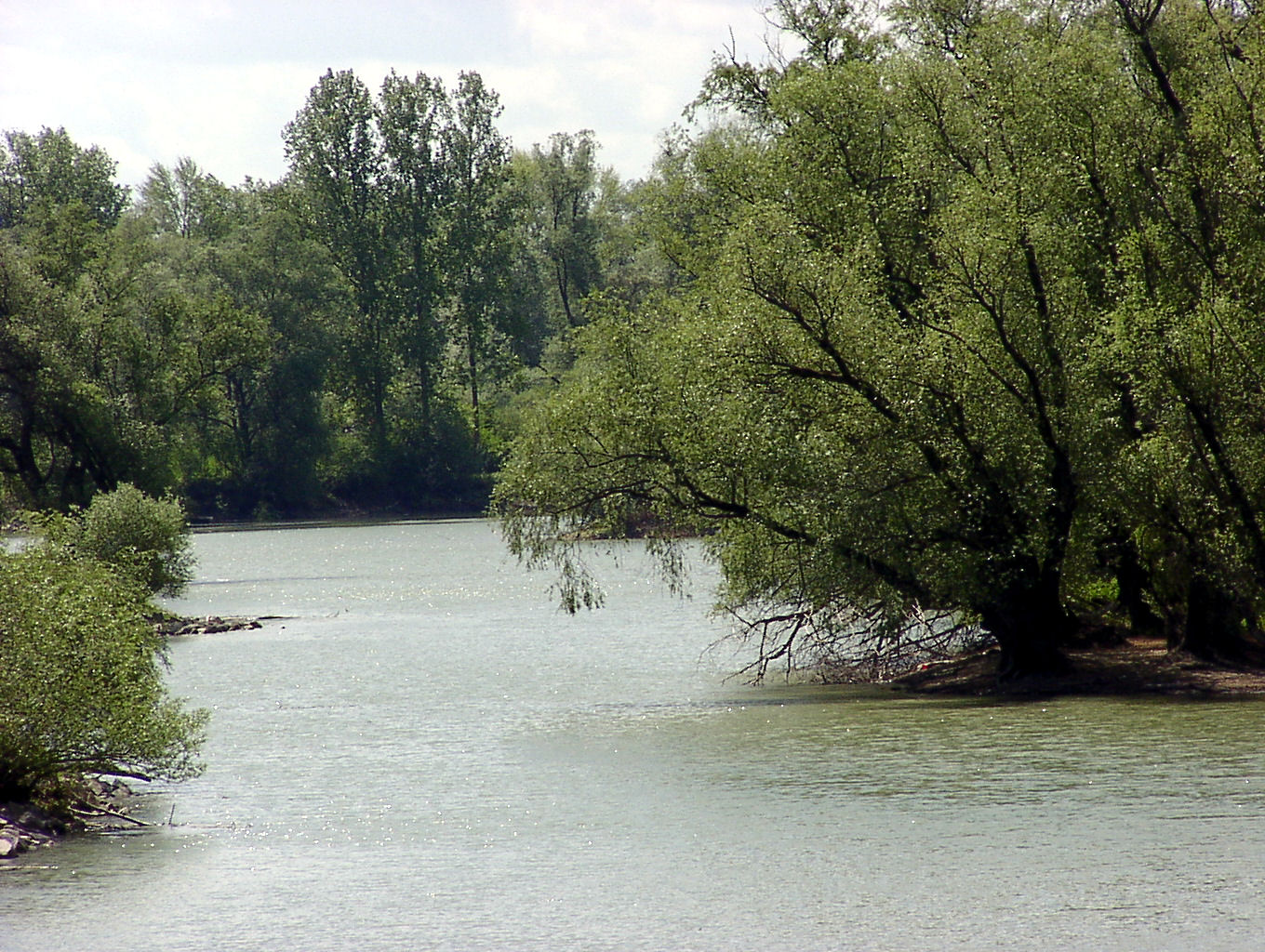
Rheinaue bei Rastatt-Plittersdorf
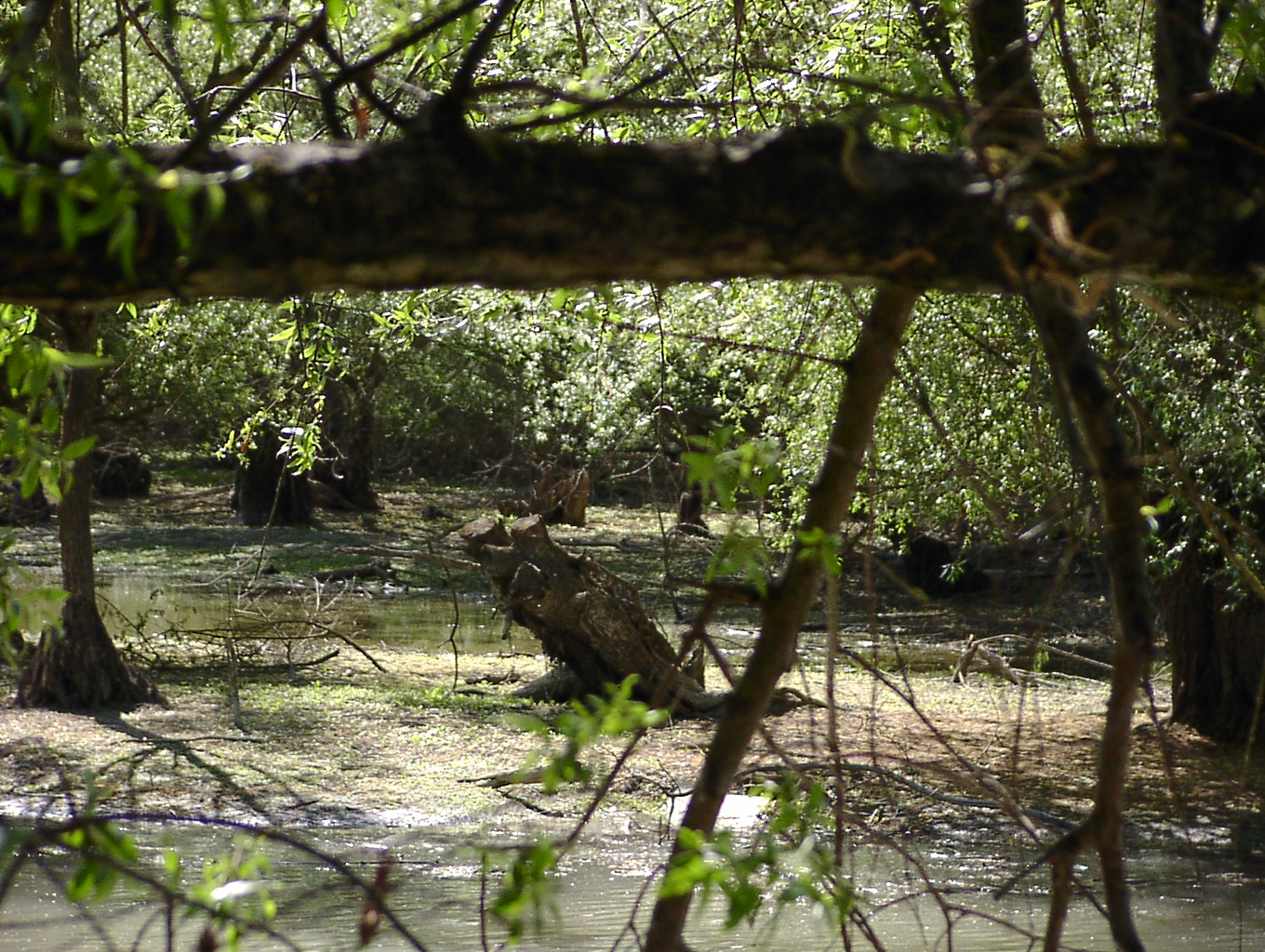
Rheinaue bei Rastatt-Plittersdorf
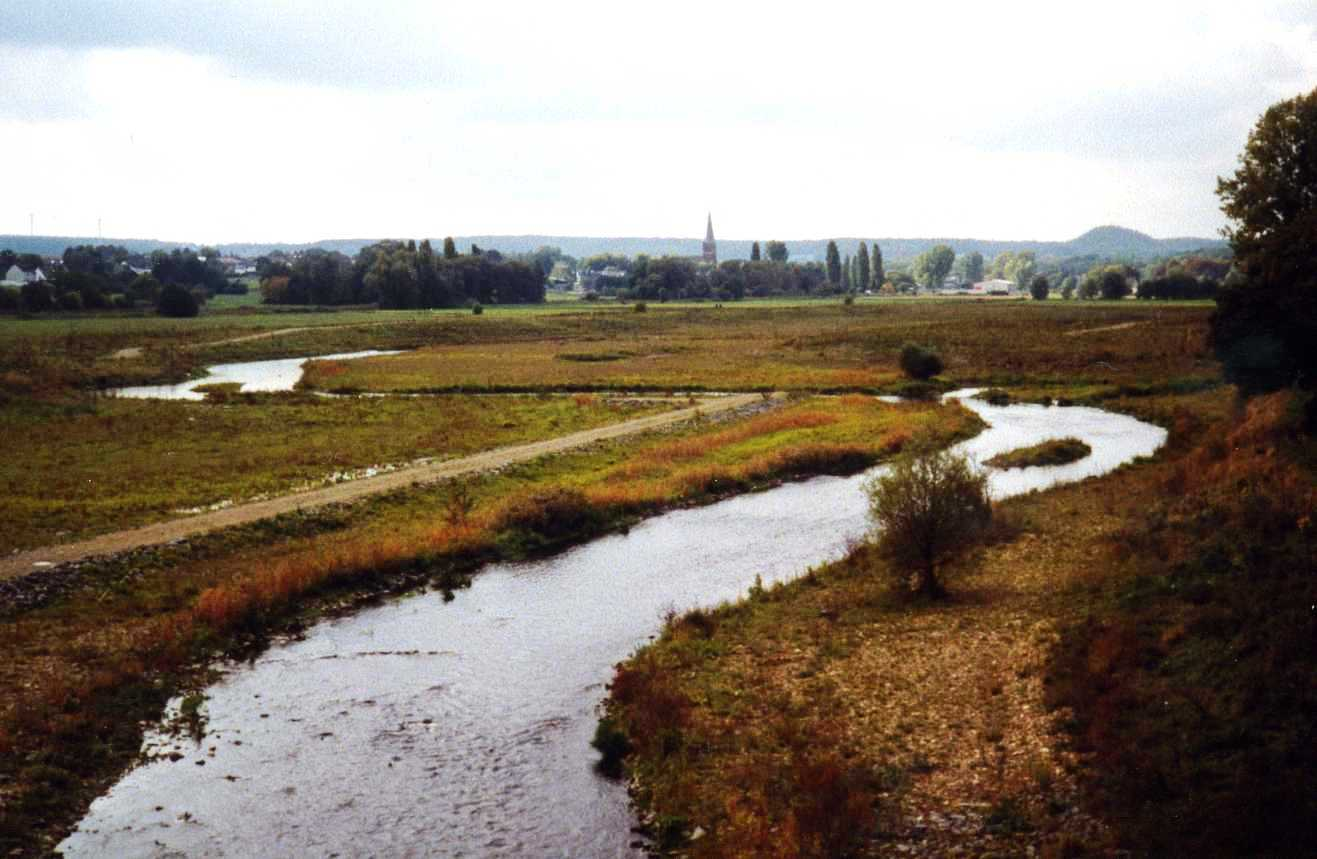
Renaturierte Indeaue zwischen Eschweiler und Weisweiler
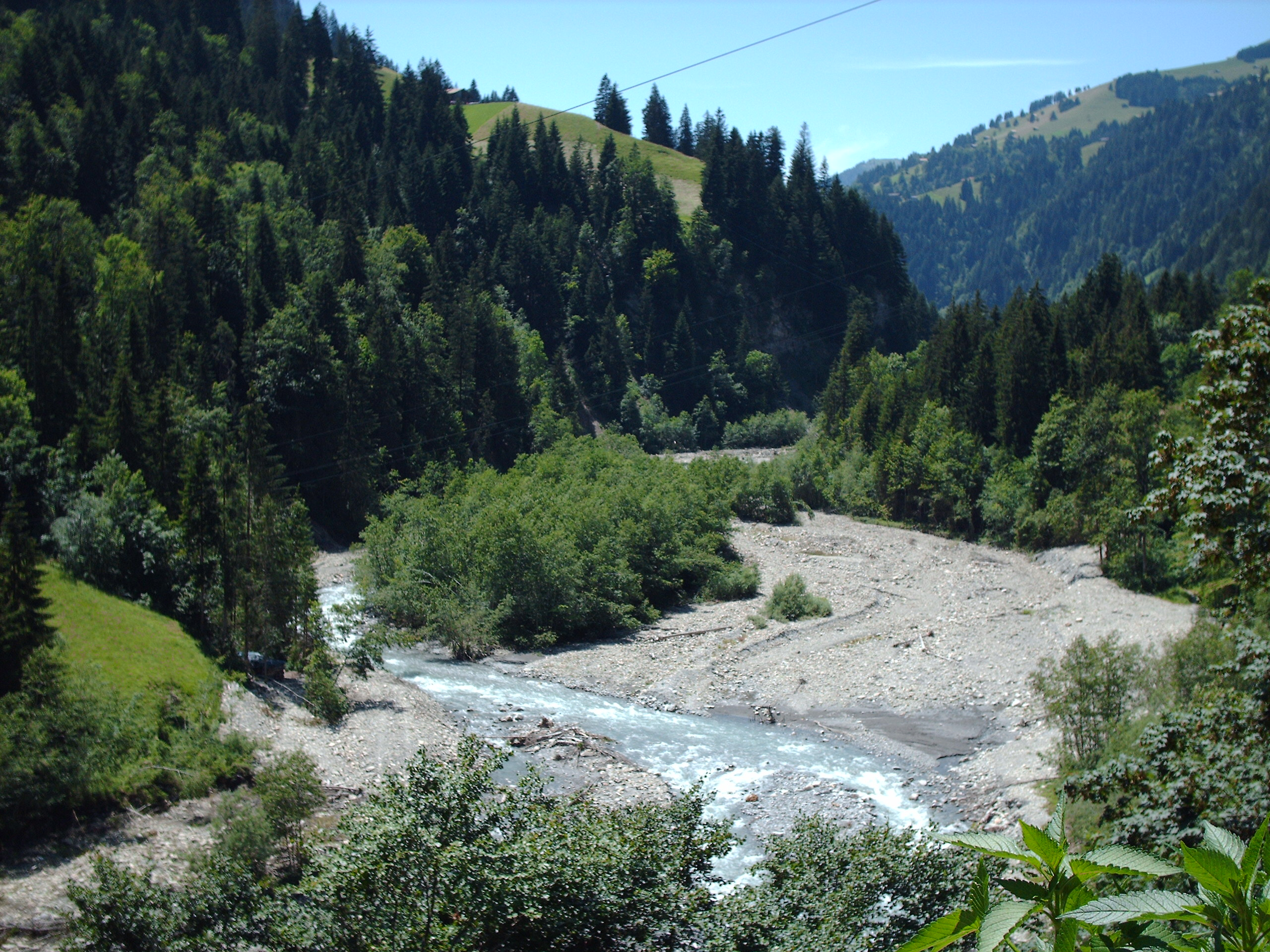
Montanes Auengebiet an der Engstlige
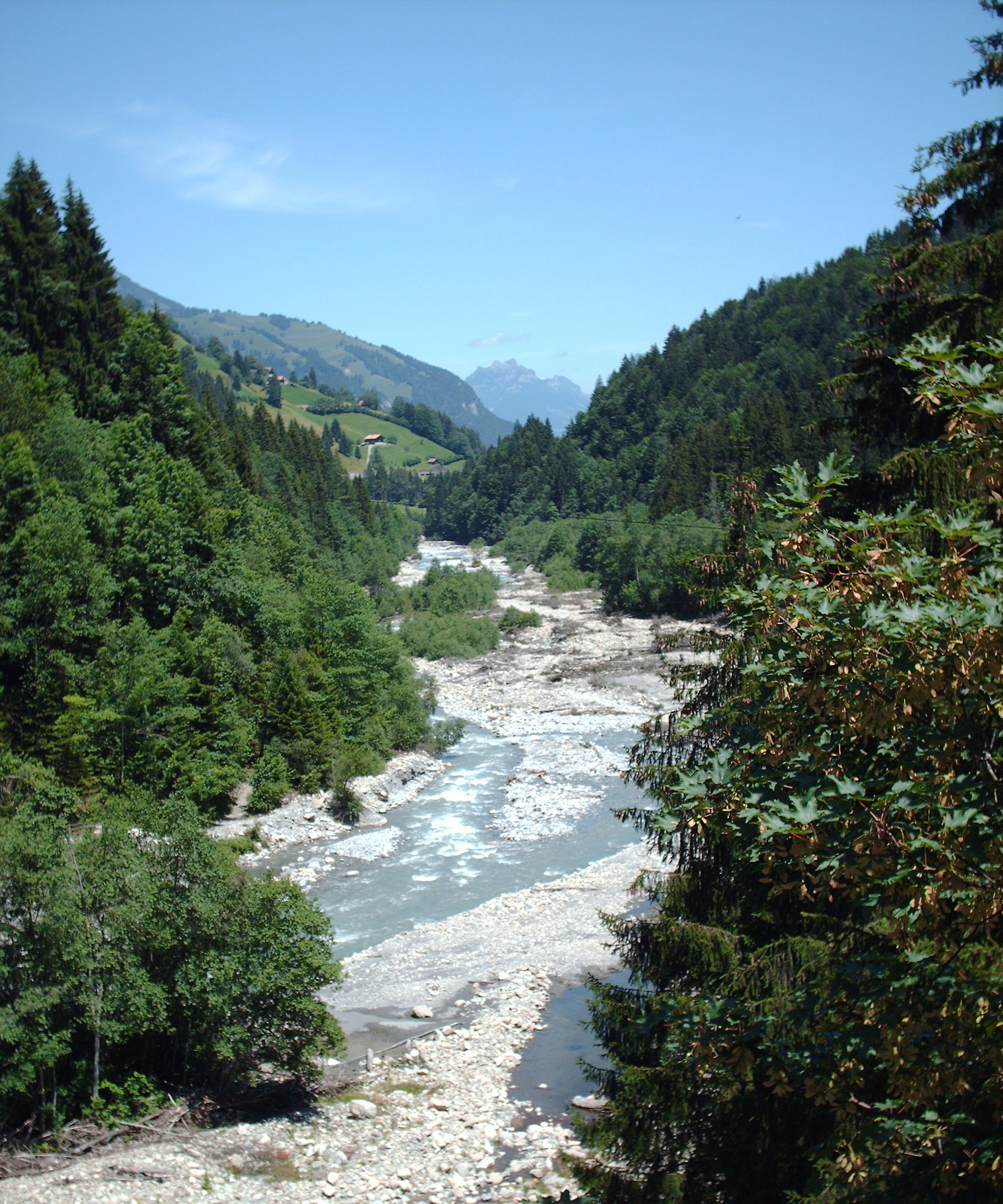
Montanes Auengebiet an der Engstlige
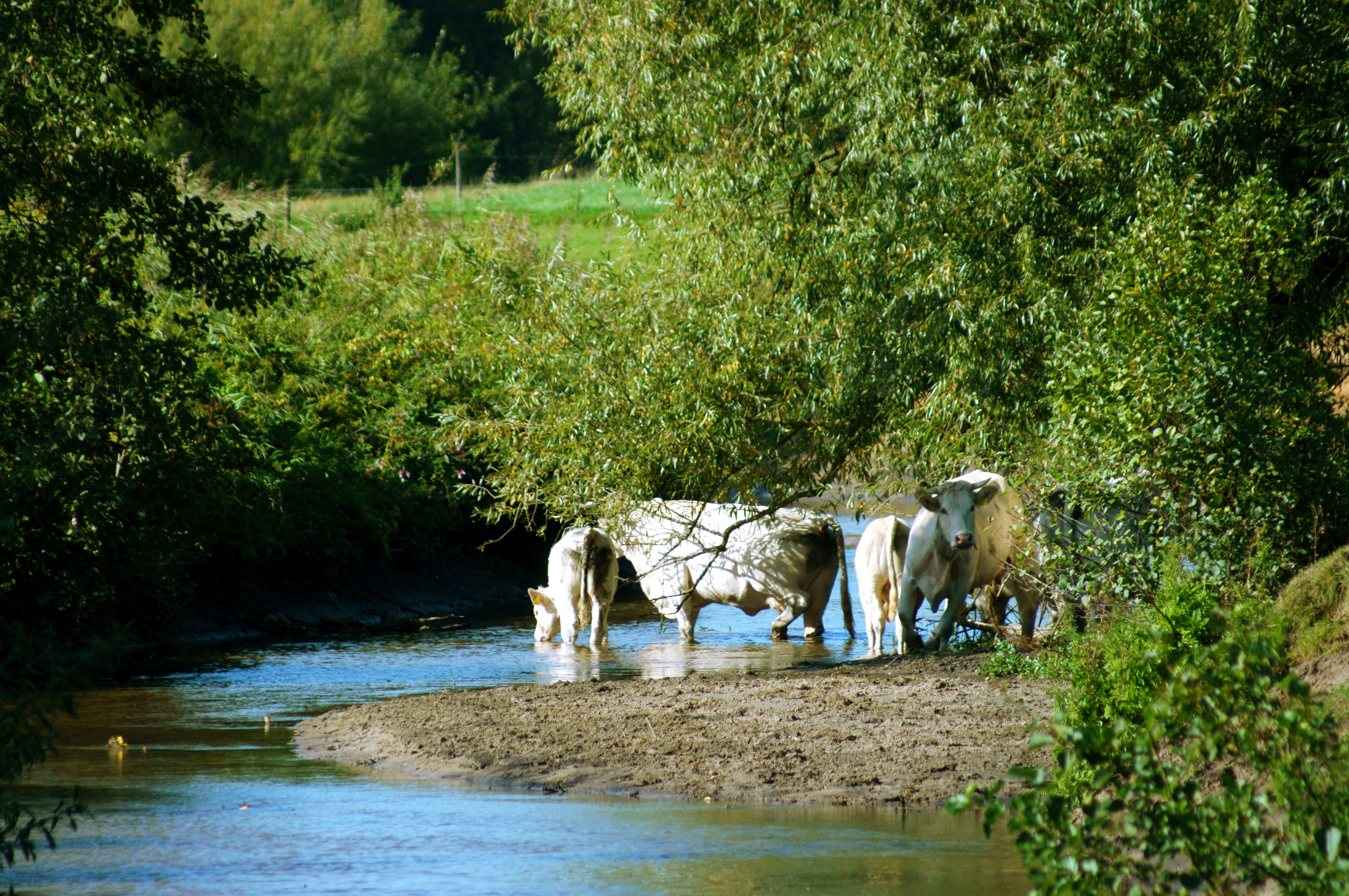
Rinder in der sandigen Berkelaue
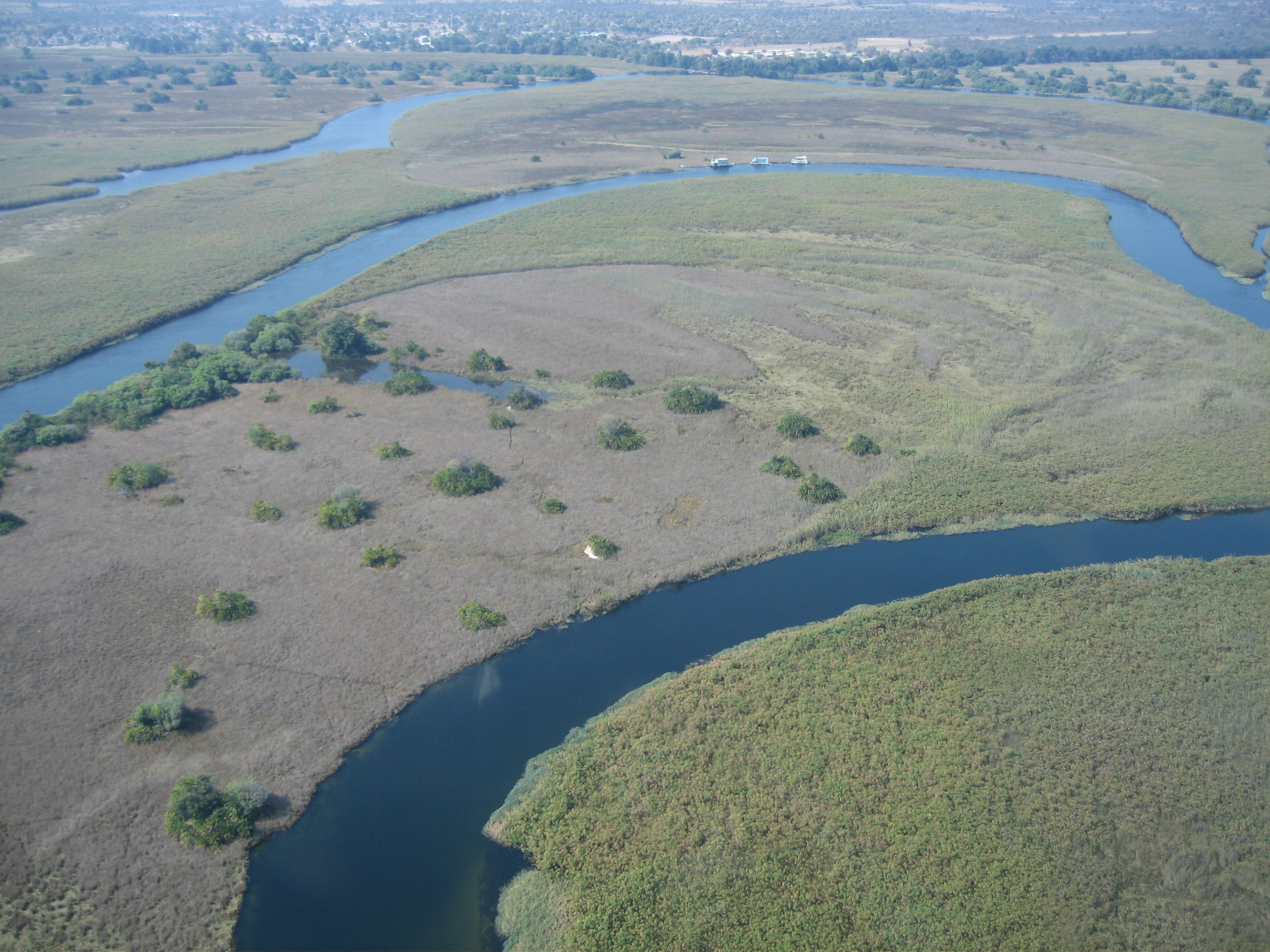
Auen des Okavango